# Sylvains-les-Moulins
 Sylvains-les-Moulins  là một xã thuộc tỉnh Eure trong vùng Normandie miền bắc nước Pháp.